# Bella pompa
Bella pompa è un album in studio di Gianni Drudi, pubblicato nel 1998.

## Tracce
1. Bella pompa
2. I love you America
3. La mano muerta
4. Non sono un bluff
5. Letto bollente
6. Il ballo del cammello
7. Bundinha (la danza del culetto)
8. Fiky Fiky (versione francese)
9. Il ballo del pinguino
10. Facciamo baracca
11. Faccela vedé
12. Non c'è spiaggia che tenga
13. Mr. Bagnino
14. Me tira
15. Mai dire tv
16. Tirami sù la banana col bacio